# Bye Bye Love/I Wonder If I Care as Much
Bye Bye Love/I Wonder If I Care as Much è un singolo degli Everly Brothers pubblicato nel 1957. 

## Il disco
I due brani vennero inclusi nell'album The Everly Brothers, pubblicato l'anno successivo.
Il disco arrivò alla prima posizione della classifica Country Singles, alla seconda di Billboard Hot 100 ed alla quinta di R&B Singles, tutte e tre charts statunitensi, ed alla sesta dell'Official Charts Company del Regno Unito. Altri risultati in classifica conosciuti sono la quarta posizione nei Paesi Bassi e la quindicesima nella Germania Ovest.
Il brano sul lato A, Bye Bye Love, divenne uno dei più noti del duo.

## Tracce
Lato A
Edizioni musicali Acuff-Rose Publishing.
1. Bye Bye Love – 2:17 (Boudleaux Bryant-Felice Bryant)

Lato B
Edizioni musicali Acuff-Rose Publishing.
1. I Wonder If I Care as Much – 2:07 (Phil Everly-Don Everly)